# The Press
The Press è un quotidiano pubblicato a Christchurch, in Nuova Zelanda, di proprietà dell'azienda di media Stuff Ltd. Pubblicato per la prima volta nel 1861, il quotidiano è il più grande quotidiano in circolazione nell'Isola del Sud ed esce dal lunedì al sabato. Anche quattro giornali comunitari: Mid Canterbury Herald, The Christchurch Mail, Northern Outlook e Central Canterbury News, sono pubblicati da The Press e sono gratuiti.
Il quotidiano ha vinto il titolo di "Giornale dell'anno neozelandese" (nella sua categoria di diffusione) tre volte: nel 2006, 2007 e 2012. Ha anche vinto due volte il titolo di Giornale dell'anno generale: nel 2006 e nel 2007.